# Jeseník (Jeseníki járás)
Jeseník település Csehországban, a Jeseníki járásban. Jeseník Zlaté Hory, Bělá pod Pradědem, Lipová-lázně, Česká Ves és Mikulovice településekkel határos. Lakosainak száma 10 619 fő (2024. január 1.).
1947-ig a település neve Frývaldov (németül:Freiwaldau) volt.

## Népesség
A település lakosságának változását az alábbi diagram mutatja:
| Lakosok száma | 5242 | 8435 | 8956 | 8583 | 14 314 | 12 700 | 11 396 | 11 192 | 10 658 | 10 619 |
|               | 1869 | 1890 | 1921 | 1950 | 1980   | 2001   | 2017   | 2019   | 2022   | 2024   |